# Adeo di Mitilene
Adeo di Mitilene (in greco antico: Ἀδαῖος?, Adàios; Mitilene, ... – ...; fl. III-II secolo a.C.) è stato uno scrittore greco antico, studioso d'arte greca.
Le uniche opere di cui ci sono pervenuti i titoli sono: Sugli scultori (περὶ ἀγαλματοποιῶν) e Sulla disposizione (περὶ διαθέσεως). Entrambe le opere sono citate da Ateneo di Naucrati.
Lo studioso Johann Jakob Reiske ha sostenuto che Adèo di Mitilene sia identificabile con Adeo di Macedonia.